# Can Mon
Can Mon és una masia de Tavèrnoles (Osona) inclosa a l'Inventari del Patrimoni Arquitectònic de Catalunya.

## Descripció
Edifici civil.
Masia de planta rectangular coberta a dues vessants amb el carener perpendicular a la façana, situada a migdia. La vessant esquerra és bastant més llarga que la dreta. Consta de planta baixa i pis. La façana presenta un portal rectangular amb carreus de pedra i llinda de fusta, una finestra i un portal recent. Al primer pis té un portal a la banda esquerra i una finestra motllurada i amb llinda datada.
A ponent el mur és cec i hi ha un pati de lloses prop del mur, formant una mena de lliça. A la part de tramuntana hi ha diverses finestres construïdes amb materials moderns.
Ha perdut les primitives funcions i s'utilitza com a segona residència.
Existeix una cabana que es troba unida per la part sud a una gran llosa que li fa de mur. Es de planta més o menys rectangular i coberta a dues vessants amb el carener perpendicular a la façana la qual és orientada al nord. En aquest indret el ràfec sobresurt més i el carener és sostingut per una biga molt original que té la forma d'un angle agut i és d'una única peça. Els murs de llevant i de ponent són cecs i la teulada sense ràfec. La part de la façana no té mur i és protegida per una cortina de canyes.

## Història
Dades constructives:
A la finestra del primer pis de la part de migdia: SAGIMON 16 IHS 08 ROVIRA
La història de la cabana va unida a la del mas.